# Norman Thomas

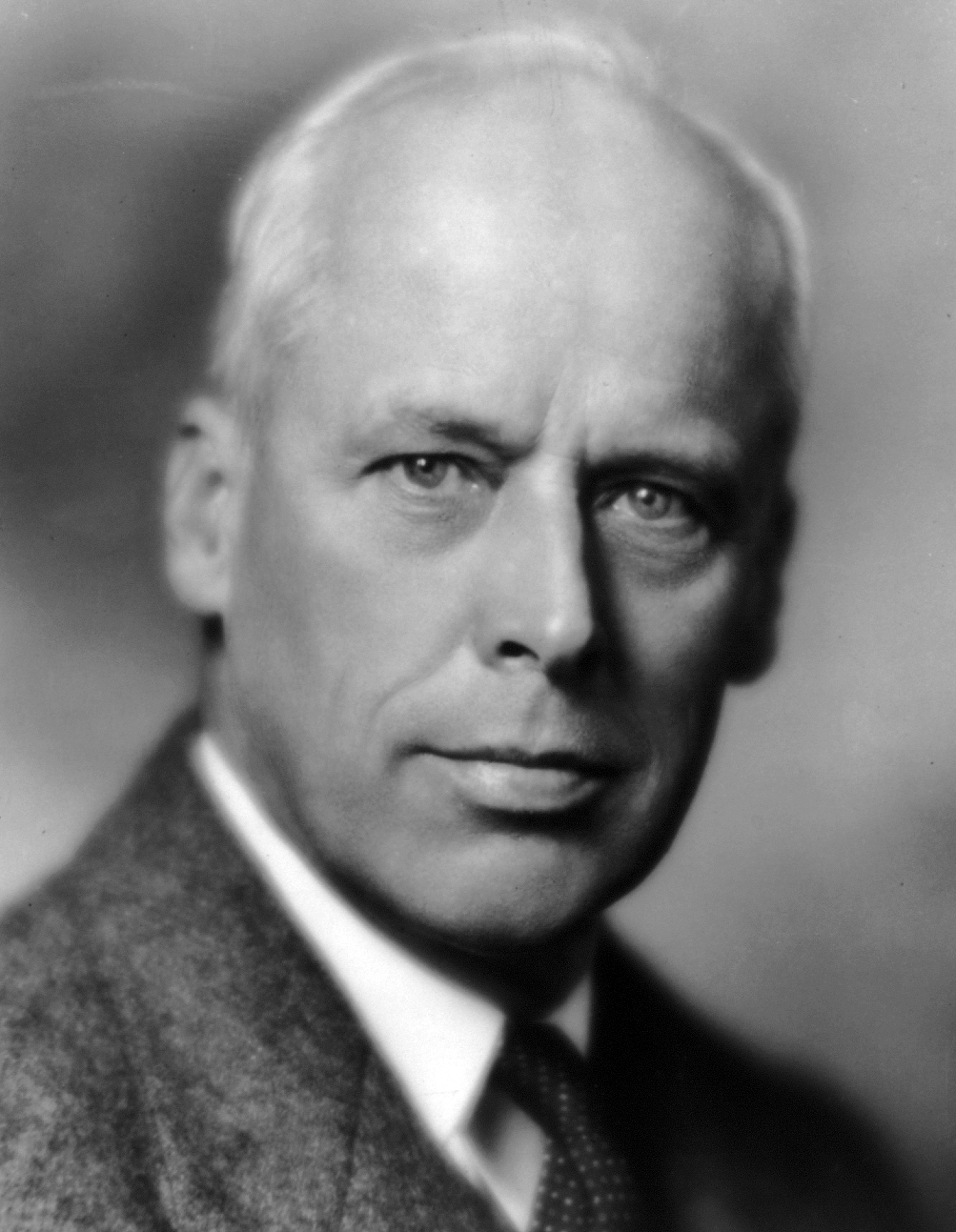
Norman Thomas (1937)

Norman Mattoon Thomas (* 20. November 1884 in Marion, Ohio; † 19. Dezember 1968 in Cold Spring Harbor, New York) war ein führender amerikanischer Sozialist und sechsfacher Präsidentschaftskandidat für die Sozialistische Partei Amerikas.
Thomas wurde als Sohn eines presbyterianischen Pfarrers in Ohio geboren und aufgezogen. Im Grundschulalter war er Zeitungsjunge für Warren G. Hardings Marion Daily Star. Thomas besuchte später die Princeton University und machte 1905 seinen Abschluss an der Marion High School. Danach besuchte er ein gewerkschafts-theologisches Seminar und wurde dort Sozialist. Er wurde dazu bestimmt, presbyterianischer Pfarrer im New Yorker Stadtteil East Harlem zu werden.
Thomas lehnte den Eintritt der Vereinigten Staaten in den Ersten Weltkrieg ab. Im Januar 1918 gründete er die Zeitung The World Tomorrow. In einer Ausgabe vom April 1918 schrieb er:
„Nur jene, die etwas Leidenschaftliches für soziale Gerechtigkeit und industrielle Demokratie gefühlt haben, können erkennen wie wahrhaftig das revolutionäre Russland, mit all seinen Fehlern und Auswüchsen, das gepriesene Land, das Vaterland der Seele radikaler Arbeiter überall in der Welt, ist.“
Die russischen Revolutionäre fühlten sich aber nie dazu verpflichtet, dieses Kompliment zurückzugeben. Thomas sagte immer, dass Leo Trotzki „nur ein politisch Missverstandener“ war.
Von 1921 bis 1922 war Thomas Herausgeber der Zeitung The Nation und wurde 1922 Leiter der League for Industrial Democracy. Nach dem Krieg war er eines der Gründungsmitglieder der Bürgerrechtsgruppe American Civil Liberties Union. Er scheiterte 1924 und 1938 als sozialistischer Kandidat für das Gouverneursamt im Staat New York.
Nach dem Tod von Eugene V. Debs im Jahr 1926 wurde Thomas sozialistischer Wortführer und Präsidentschaftskandidat in den Jahren 1928, 1932, 1936, 1940, 1944 und 1948. Außerdem nahm er an Wahlen zum US-Senat, zum US-Repräsentantenhaus und zum Senat von New York teil.
Als engagierter Vertreter des demokratischen Sozialismus war sein Einfluss beträchtlich größer als der eines typischen immerwährenden Kandidaten. Er stellte deutlich den Unterschied zwischen demokratischem Sozialismus und revolutionärem Marxismus heraus und erklärte die Unterschiede zwischen seiner und der kommunistischen Bewegung.
Thomas war Mitglied des America First Committees, einer isolationistischen Bewegung, die 1940/41 die Teilnahme der USA am Zweiten Weltkrieg zu verhindern suchte. 1948 war er Vorstand im American Committee for a United Europe.
Thomas schrieb diverse Bücher, unter ihnen seine leidenschaftliche Verteidigungsschrift über passionierte Protestanten im Ersten Weltkrieg, die unter dem Titel Is Conscience Crime? erschien.